# Joseph M. Terrell
Joseph M. Terrell (Greenville, 1861. június 6. – Atlanta, 1912. november 17.) az Amerikai Egyesült Államok szenátora (Georgia, 1910–1911).